# Gruzińskie Siły Powietrzne

Godło malowane na kadłubie i skrzydłach samolotów należących do Gruzińskich Sił Powietrznych

Flaga Gruzińskich Sił Powietrznych

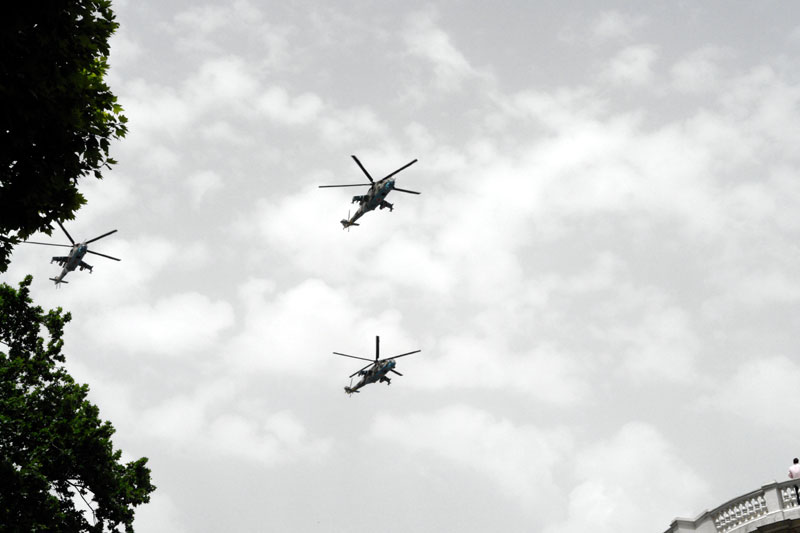
Gruzińskie Mi-24

Gruzińskie Siły Powietrzne – siły powietrzne Gruzji, które powstały w 1991 roku. Gruzińskie Siły Powietrzne znajdują się w przebudowie, która ma przystosować sprzęt do wymogów NATO. Przy modernizacji pomagają Turcja, Stany Zjednoczone i inne państwa NATO. Do momentu wybuchu wojny w Osetii w 2008 roku Rosjanie zestrzelili co najmniej 3 gruzińskie BSL typu Elbit Hermes 450, w trakcie trwania konfliktu na ziemi zniszczyli co najmniej 2 gruzińskie Mi-24, tracąc jednak kilkanaście samolotów na rzecz gruzińskiej obrony przeciwlotniczej. W 2010 w ramach odpowiedzi na słabą współpracę między formacjami w trakcie wojny, siły powietrzne zostały włączone w skład wojsk lądowych. Reformy gruzińskiej armii w 2016 przywróciły Siły Powietrzne pod odrębnym dowództwem.

## Wyposażenie
Stan: 2022
| Samolot                     | Kraj pochodzenia   | Typ                | Wersje             | W służbie          | Uwagi              |
| Samoloty szturmowe          | Samoloty szturmowe | Samoloty szturmowe | Samoloty szturmowe | Samoloty szturmowe | Samoloty szturmowe |
| --------------------------- | ------------------ | ------------------ | ------------------ | ------------------ | ------------------ |
| Su-25                       | Rosja              | szturmowy          |                    | 10                 | zmodernizowane     |
| Samoloty transportowe       |                    |                    |                    |                    |                    |
| An-28                       | ZSRR               | transportowy       |                    | 2                  |                    |
| Śmigłowce                   |                    |                    |                    |                    |                    |
| Mi-8                        | Rosja              | wielozadaniowy     | Mi-8/171           | 15                 |                    |
| Mi-14                       | ZSRR               | wielozadaniowy     |                    | 2                  |                    |
| Mi-24                       | ZSRR               | szturmowy          |                    | 9                  |                    |
| Bell UH-1                   | Stany Zjednoczone  | wielozadaniowy     | UH-1H              | 12                 |                    |
| Samoloty szkolno-treningowe |                    |                    |                    |                    |                    |
| L-29                        | Czechosłowacja     | treningowy         |                    | 4                  |                    |
| L-39                        | Czechosłowacja     | treningowy         |                    | 8                  |                    |